# USS Baker (DE-190)
USS Baker (DE-190) là một tàu hộ tống khu trục lớp Cannon từng phục vụ cùng Hải quân Hoa Kỳ trong Chiến tranh Thế giới thứ hai. Nó là chiếc tàu chiến duy nhất của Hải quân Hoa Kỳ được đặt cái tên này, theo tên Thiếu úy Hải quân John Drayton Baker (1915-1942), phi công hải quân phục vụ cùng Liên đội Tiêm kích VF-42 trên tàu sân bay Yorktown (CV-5), đã mất tích trong Trận chiến biển Coral ngày 7 tháng 5, 1942 và được truy tặng Huân chương Chữ thập Hải quân. Nó đã phục vụ cho đến khi chiến tranh kết thúc, xuất biên chế năm 1946, rồi được chuyển cho Hải quân Pháp năm 1952, và tiếp tục phục vụ như là chiếc Malgache (F724) cho đến năm 1969. Con tàu bị đánh chìm như mục tiêu năm 1970. Baker được tặng thưởng một Ngôi sao Chiến trận do thành tích phục vụ trong Thế Chiến II.

## Thiết kế và chế tạo
Lớp Cannon có thiết kế hầu như tương tự với lớp Buckley dẫn trước; khác biệt chủ yếu là ở hệ thống động lực Kiểu DET (diesel electric tandem). Các động cơ diesel đặt nối tiếp nhau dẫn động máy phát điện để cung cấp điện năng quay trục chân vịt cho con tàu. Động cơ diesel có ưu thế về hiệu suất sử dụng nhiên liệu, giúp cho lớp Cannon cải thiện được tầm xa hoạt động, nhưng đánh đổi lấy tốc độ chậm hơn.
Vũ khí trang bị bao gồm ba pháo 3 in (76 mm)/50 cal trên tháp pháo nòng đơn có thể đối hạm hoặc phòng không, một khẩu đội pháo phòng không Bofors 40 mm nòng đôi và tám pháo phòng không Oerlikon 20 mm. Vũ khí chống ngầm bao gồm một dàn súng cối chống tàu ngầm Hedgehog Mk. 10 (có 24 nòng và mang theo 144 quả đạn); hai đường ray Mk. 9 và tám máy phóng K3 Mk. 6 để thả mìn sâu. Con tàu vẫn giữ lại ba ống phóng ngư lôi Mark 15 21 inch (533 mm). Thủy thủ đoàn đầy đủ bao gồm 15 sĩ quan và 201 thủy thủ.
Baker được đặt lườn tại xưởng tàu của hãng Federal Shipbuilding and Drydock Company ở Newark, New Jersey vào ngày 9 tháng 9, 1943. Nó được hạ thủy vào ngày 28 tháng 11, 1943, được đỡ đầu bởi bà Margaret Baker, mẹ Thiếu úy Baker, và nhập biên chế cùng Hải quân Hoa Kỳ tại Xưởng hải quân New York vào ngày 23 tháng 12, 1943 dưới quyền chỉ huy của Hạm trưởng, Thiếu tá Hải quân Luke B. Lockwood.

## Lịch sử hoạt động

### USSBaker
Sau khi hoàn tất việc trang bị, Baker khởi hành từ Xưởng hải quân New York vào ngày 9 tháng 1, 1944 để tiến hành chạy thử máy huấn luyện tại khu vực Bermuda đồng thời huấn luyện phối hợp với tàu ngầm, và quay trở về New York vào ngày 4 tháng 2. Nó đi đến Hampton Roads vào ngày 12 tháng 2, và lên đường vào ngày hôm sau cho chuyến hộ tống vận tải đầu tiên vượt Đại Tây Dương để đi sang khu vực Địa Trung Hải, đi đến Casablanca, Maroc vào ngày 3 tháng 3. Sau khi về đến New York vào ngày 24 tháng 3, nó được đại tu trong một tuần trước khi hoạt động huấn luyện tàu ngầm tại khu vực Casco Bay, Maine. Sau đó con tàu được điều động sang Đội hộ tống 48 và quay trở lại Hampton Roads.
Tiếp tục một chuyến hộ tống vận tải vượt Đại Tây Dương khác hướng sang Bắc Phi, Baker đi đến Bizerte, Tunisia vào ngày 30 tháng 4, rồi cùng với Đoàn tàu UGS-39 khởi hành cho hành trình quay trở lại New York vào ngày 11 tháng 5. Trong lượt quay trở về này, con tàu đã đụng độ với tàu ngầm U-boat Đức vào ngày 14 tháng 5 ngay trong Địa Trung Hải, khi U-616 phóng ngư lôi đánh trúng và gây hư hại cho SS G. S. Walden và SS Fort Fidler. Cả hai chiếc tàu buôn đều cố lết được trở lại cảng dưới sự bảo vệ của các tàu hộ tống, còn bản thân U-616 bị đánh chìm vào ngày 17 tháng 5 tại tọa độ 36°46′B 00°52′Đ / 36,767°B 0,867°Đ, sau cuộc tấn công phối hợp của nhiều tàu khu trục Hoa Kỳ và máy bay Không quân Anh.
Sau khi được bảo trì sau chuyến đi tại Xưởng hải quân New York vào đầu tháng 6 và thực hành chống tàu ngầm tại khu vực Casco Bay, Baker lên đường đi Hampton Roads trong thành phần Đội đặc nhiệm 22.10, một đội tìm-diệt tàu ngầm được hình thành chung quanh chiếc tàu sân bay hộ tống Card (CVE-11). Rời Casco Bay vào ngày 20 tháng 6, đội đặc nhiệm đi đến hai ngày sau đó, rồi khởi hành từ Virginia Capes vào ngày 25 tháng 6 để thực hành huấn luyện tại vùng biển Bermuda trước khi tiến hành tuần tra chống tàu ngầm. Vào ngày 2 tháng 7, máy bay tuần tra của Card phát hiện một tàu ngầm U-boat, nhưng đối thủ đã kịp lặn xuống lẫn trốn nên việc truy tìm của hai tàu hộ tống khu trục không đem lại kết quả.
Trong lúc Đội đặc nhiệm 22.10 đang hoạt động tại khu vực phía Nam Newfoundland vào ngày 5 tháng 7, tại một vị trí cách 100 mi (160 km) về phía Nam đảo Sable, Baker bắt được tín hiệu sonar một tàu ngầm đối phương lúc 19 giờ 07 phút và đã tấn công bằng mìn sâu. Tuy nhiên áp lực của các vụ nổ dưới nước đã khiến cơ cấu xoay vòm sonar của con tàu bị hỏng, buộc phải vận hành bằng tay. Sau khi bắt được tín hiệu sonar mục tiêu trở lại, một đợt tấn công thứ hai tiếp nối đã buộc đối thủ phải trồi lên mặt nước. Các khẩu pháo của con tàu khai hỏa nhắm vào chiếc tàu ngầm ở khoảng cách 1.200 yd (1.100 m); nó cũng bắn hai quả ngư lôi nhằm vào chiếc tàu ngầm, đều trúng đích nhưng không kích nổ được do khoảng cách quá gần. Khi Baker tiếp cận mục tiêu, nó tiếp tục thả một loạt 13 quả mìn sâu vây quanh chiếc tàu U-boat đối phương.
Tàu hộ tống khu trục chị em Thomas (DE-102), soái hạm của Đội hộ tống 48, đang ở vị trí lân cận đã đi đến để cùng tham gia vào cuộc tấn công. Thomas đã bắn 29 phát đạn pháo 5-inch ở khoảng cách 8.000 yd (7.300 m); rồi kết liễu đối thủ bằng cách húc vào phần phía sau chiếc U-boat cách tháp chỉ huy 20 ft (6,1 m). U-233 đắm chỉ trong vòng một phút với phần đuôi chìm trước tại tọa độ 42°16′B 59°49′T / 42,267°B 59,817°T và tổn thất nhân mạng 32 người tử trận. Thomas đã cứu vớt 20 người sống sót bao gồm hạm trưởng chiếc U-boat.
Đi đến Boston, Massachusetts vào ngày 7 tháng 7, Đội đặc nhiệm 22.10 bàn giao những tù binh chiến tranh đồng thời được tiếp nhiên liệu và sửa chữa trước khi lại ra khơi vào ngày 10 tháng 7 để tiếp nối nhiệm vụ tìm-diệt tàu ngầm. Lực lượng đi đến San Juan, Puerto Rico vào ngày 18 tháng 7 và ở lại cảng này cho đến ngày 24 tháng 7, tiếp tục tuần tra cho đến tận khu vực quần đảo Azores trước khi quay trở về New York vào ngày 25 tháng 8. Baker được sửa chữa tại chi nhánh của Xưởng hải quân New York ở Bayonne, New Jersey từ ngày 25 tháng 8 đến ngày 7 tháng 9, rồi thực hành huấn luyện chống tàu ngầm tại khu vực Casco Bay trước khi cùng Đội hộ tống 48 đi đến Hampton Roads.
Khởi hành đi Bermuda vào ngày 18 tháng 9, Baker đến nơi hai ngày sau đó và đã thực hành huấn luyện chống tàu ngầm trong năm ngày. Sau đó nó tham gia các hoạt động tìm-diệt tàu ngầm nhưng không đem lại kết quả, và quay trở về Xưởng hải quân New York vào ngày 5 tháng 11. Sau khi được sửa chữa, nó thực hành huấn luyện tại khu vực Casco Bay rồi tiếp tục huấn luyện ôn tập tại vùng biển ngoài khơi Bermuda. Quay trở về New York vào đúng ngày cuối năm, nó hoạt động tại khu vực ngoài khơi Newport, Rhode Island từ ngày 4 đến ngày 21 tháng 1, 1945, phục vụ canh phòng máy bay cho hoạt động huấn luyện chuẩn nhận phi công của tàu sân bay hộ tống Prince William (CVE-31). Được cho tách ra vào ngày 22 tháng 1, nó quay trở về Xưởng hải quân New York để được bảo trì sang đến đầu tháng 2, rồi tháp tùng bảo vệ cho tàu sân bay hộ tống Card đi từ Delaware đến New York.
Di chuyển xuống phía Nam đến Hampton Roads, Baker gia nhập Đội đặc nhiệm 22.3, một đội tìm-diệt tàu ngầm được hình thành chung quanh tàu sân bay hộ tống Bogue (CVE-9), rồi khởi hành từ Norfolk, Virginia, vào ngày 8 tháng 2. Đội đặc nhiệm 22.3 được cho sáp nhập cùng Đội đặc nhiệm 22.4 tám ngày sau đó để cùng tuần tra tại vùng biển cho đến tận Iceland. Có tổng cộng 12 tàu hộ tống khu trục đã hình thành một hàng trinh sát dài 90 mi (140 km), nhằm mục đích truy tìm một tàu ngầm U-boat trinh sát thời tiết được cho là đang hiện diện trong khu vực. Họ không tìm thấy tàu ngầm đối phương, nhưng phải đối đầu với gió giật mạnh và sóng cao, đặc trưng của vùng biển Bắc Đại Tây Dương vào mùa Đông. Trong suốt hai ngày các con tàu phải chống chọi với thời tiết khắc nghiệt, và khi gió dịu lại đã tiến hành những sửa chữa cần thiết. Biển động nặng trở lại vào ngày 23 tháng 2, nhưng Baker cùng phần còn lại của Đội hộ tống 48 đã cặp cảng Hvalfjörður, Iceland an toàn vào ngày 25 tháng 2 để sửa chữa những hư hại.
Quay trở về Xưởng hải quân New York vào ngày 17 tháng 3, Baker trải qua một tuần lễ sửa chữa những hư hại trong chuyến đi và được bảo trì, trước khi chuyển đến New London, Connecticut để thực hành huấn luyện phối hợp cùng tàu ngầm. Vào ngày 14 tháng 4, nó được lệnh đi đến Virginia Capes để đối phó với những tàu U-boat đối phương hoạt động tại khu vực lân cận. Một chiếc U-boat, U-548, đã phóng ngư lôi vào hai tàu buôn: USS Swiftscout vào ngày 18 tháng 4, và SS Katy vào ngày 23 tháng 4, nhưng cuối cùng trở thành nạn nhân của ba tàu hộ tống khu trục đồng đội với Baker: Thomas, Bostwick (DE-103) và Coffman (DE-191), và tàu frigate Natchez (PF-2). U-548 bị đánh chìm ngoài khơi bờ biển Virginia, tại tọa độ 36°34′B 74°00′T / 36,567°B 74°T, vào ngày 30 tháng 4.
Sau khi chiến tranh chấm dứt tại Châu Âu, Baker hoạt động từ Quonset Point, Rhode Island để phục vụ canh phòng máy bay cho các tàu sân bay hộ tống Card và Croatan (CVE-25), khi họ hoạt động huấn luyện chuẩn nhận phi công tàu sân bay, và tiếp tục nhiệm vụ này cho đến tháng 9. Con tàu tham gia các lễ hội tại Thành phố New York nhân ngày Hải quân 27 tháng 10, đã thả neo trên sông Hudson phía trên cầu George Washington. Chiếc tàu hộ tống khu trục đã bắn 21 phát đại bác chào mừng Tổng thống Harry S. Truman, có mặt trên tàu khu trục Renshaw (DD-499) để duyệt binh hạm đội.
Đi đến Xưởng hải quân New York vào ngày 28 tháng 10 để được bảo trì, Baker rời xưởng tàu vào ngày 31 tháng 10 để đi Quonset Point, tiếp nối nhiệm vụ canh phòng máy bay cho các tàu sân bay hộ tống, nhưng lại được điều động quay trở lại New London, Connecticut. Tại đây nó gia nhập cùng chiếc U-boat U-977, vốn sau khi Đức đầu hàng đã thực hiện hành trình kéo dài 10 tuần lễ để đi sang Argentina, và đầu hàng cùng Argentina vào ngày 17 tháng 8. Trong những tuần lễ tiếp theo, Baker cùng với U-977 đã viếng thăm Albany, Poughkeepsie và Newburgh, New York; Wilmington và Lewes, Delaware; Richmond, Virginia; cùng Washington, D.C., cho phép công chúng được chứng kiến một tàu ngầm U-boat Đức và một tàu hộ tống chống tàu ngầm. Chuyến đi trình diễn kết thúc tại thủ đô vào ngày 8 tháng 12.
Baker được cho xuất biên chế tại Green Cove Springs, Florida vào ngày 4 tháng 3, 1946, và được đưa về Hạm đội Dự bị Đại Tây Dương.

### Malgache(F.724)
Sau sáu năm bị bỏ không trong thành phần dự bị, Baker được chuyển cho Pháp vào ngày 29 tháng 3, 1952 trong khuôn khổ Chương trình Viện trợ Quân sự. Tên nó được cho rút khỏi danh sách Đăng bạ Hải quân Hoa Kỳ vào ngày 18 tháng 4, 1952. Con tàu tiếp tục phục vụ cùng Hải quân Pháp như là tàu frigate Malgache (F.724) cho đến khi ngừng hoạt động vào ngày 1 tháng 1, 1969. Xác tàu bị đánh chìm như mục tiêu trong một cuộc tập trận của các đơn vị thuộc Đệ Lục hạm đội tại Địa Trung Hải vào năm 1970.

## Phần thưởng
Baker được tặng thưởng một Ngôi sao Chiến trận do thành tích phục vụ trong Thế Chiến II.
|  |             |  |
|  | Bronze star |  |

| Dãi băng Hoạt động Tác chiến (truy tặng) |                                                                              |                                      |
| Huân chương Chiến dịch Hoa Kỳ            | Huân chương Chiến dịch Châu Âu-Châu Phi-Trung Đông với 1 Ngôi sao Chiến trận | Huân chương Chiến thắng Thế Chiến II |